# Al-Mustadí

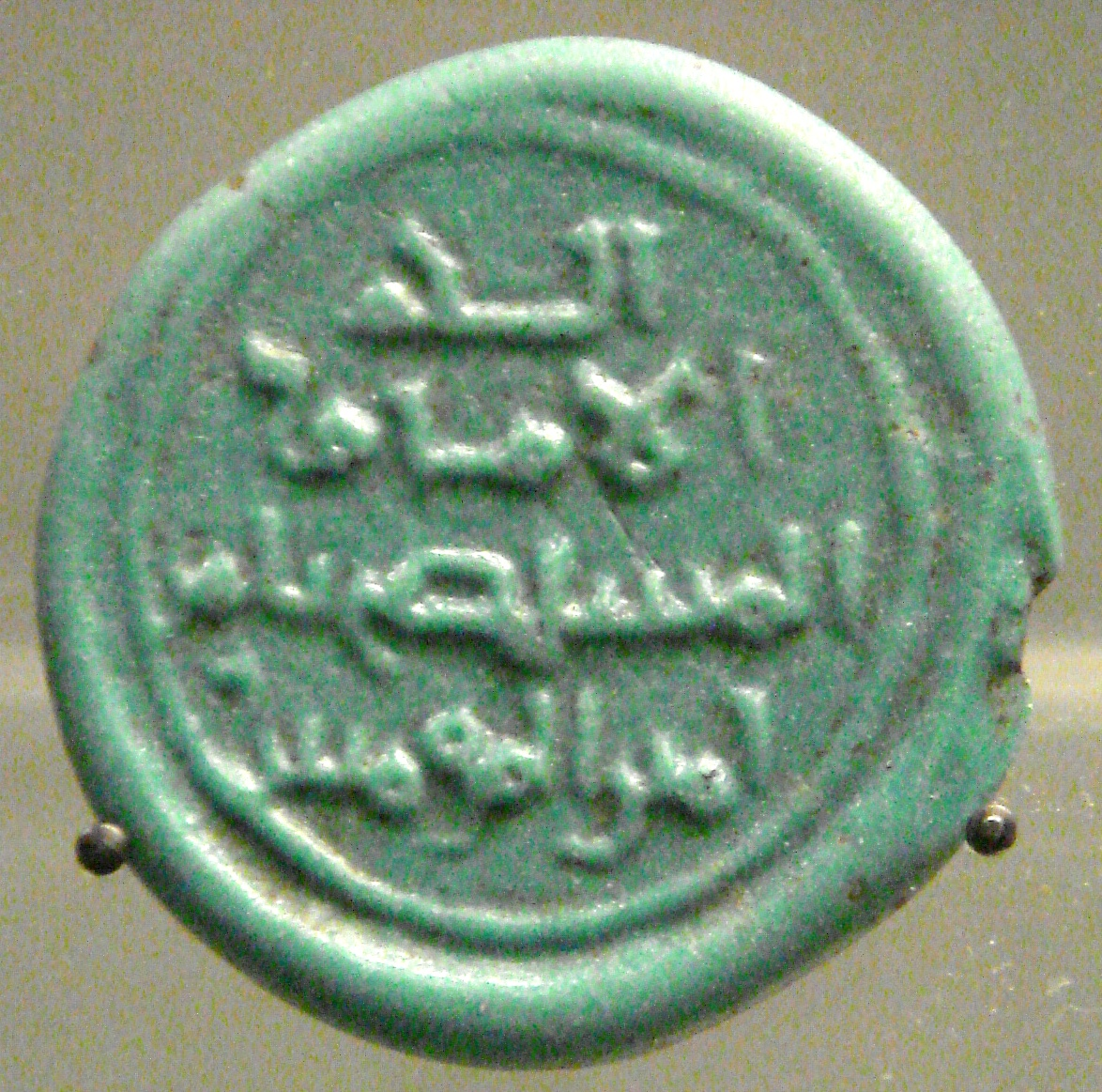
Sello de vidrio turquesa de Al-Mustadí, actualmente en el Museo Británico.

Hasan al-Mustadí ibn Yúsuf al-Mustányid (en árabe: حسن المستضيء بأمر الله), conocido como Al-Mustadí (23 de marzo de 1142-27 o 30 de marzo de 1180) fue un califa abasí de Bagdad (1170-1180). 
Era hijo del califa Al-Mustányid (1160-1170) y de una esclava armenia de nombre Ghadda. Sucedió a su padre cuando este murió asesinado por los cortesanos el 20 de diciembre de 1170. Uno de los asesinos, Adud al-Din, fue nombrado wazir. En septiembre de 1171 fue reconocido en Egipto, hasta entonces en manos de los fatimíes. Los asesinos de su padre pronto se enfrentaron entre sí, y Adud al-Din fue revocado (1171-1172) a petición del emir Kaymaz. En 1173 estalló la guerra entre el califato y el emir del Juzestán, Ibn Shanka. Este fue derrotado rápidamente y hecho prisionero, siendo posteriormente ejecutado. En mayo del 1175 el emir Kaytaz quiso arrestar al tesorero Záhir al-Din ibn al-Attar y este se refugió con el califa. Kaymaz asedió el palacio y Al-Mustadí hizo un llamamiento al pueblo por que fuera en su ayuda. La casa de Kaymaz fue saqueada y él mismo tuvo que huir. Adud al-Din fue restablecido como visir. Al-Mustadí murió habiendo reinado sin gobernar. Lo sucedió su hijo Al-Násir.